# Miriandros
Miriandros (en llatí Miryandrus, en grec antic Μυρίανδρος 'Mūríandros') era una ciutat comercial (ἐμπόριον) d'origen fenici, situada al golf d'Alexandreta, a la Cilicia Campestris, molt propera a Alexandria d'Issos, de la que estava una mica al sud-oest.
Heròdot i Esteve de Bizanci anomenen golf de Miriandros (Μυριανδικὸς κόλπος) al golf d'Alexandreta, a partir del nom de la ciutat.